# Мерьель, Жильбер
Жильбер Мерьель (фр. Gilbert Meriel; род. 11 ноября 1986, Фаа, Заморские владения Франции) — таитянский футболист, вратарь клуба «Дрэгон». С 2012 года игрок национальной сборной Таити.

## Клубная карьера
Мерьель начал заниматься футболом в таитянском клубе «Венюс». Пять лет спустя он уехал во Францию, где поступил в академию футбольного клуба «Анже», играл в клубе пятого французского дивизиона «Каркфу». В 2010 году вернулся на Таити и с тех пор выступает за местные клубы.

## Карьера в сборной
Дебют игрока за национальную сборную Таити состоялся 24 сентября 2012 года в товарищеском матче против сборной Мартиники.
В 2013 году принял участие в матче Кубка конфедераций 2013 против сборной Уругвая.